# Dreams of the Savant
Dreams of the Savant (englisch Träume des Gelehrten) ist ein Album des belgischen Funeral- und Drone-Doom-Projekt Gruulvoqh.

## Geschichte
Die Entstehung von Dreams of the Savant schloss an jene des Albums The Eternal Traveller an. Da Gruulvoqh als Soloprojekt von Stijn van Cauter geführt wurde und er die Musik in seinem Heimstudio Templa Libitina autark komponierte und einspielte, sind exakte Schreib- und Aufnahmezeiträume nicht publik. Techniker und Produzenten blieben ausgeschlossen.

## Albuminformationen
Dreams of the Savant ist das zweite Studioalbum des Projektes. Das am 29. November 2021 veröffentlichte Album enthält fünf Stücke mit einer Spieldauer von insgesamt 1:01:23 Stunden. Die Gestaltung übernahm van Cauter selbst.

### Konzept
Van Cauter entwarf Gruulvoqh als Konzept-Band, die die Perspektive eines gleichnamigen Wesen einnimmt. Die fiktive Figur Gruulvoqh bindet nach dem Ableben den eigenen Verstand an ein Raumschiff, mit dem Ziel die Realität zu erforschen. Die Figur und deren Spezies sind eine Ergänzung des von van Cauter geschriebenen Webcomics Xyth-Äras-Comic.

„Gruulvoqh ist Mitglied einer fortschrittlichen Entdecker-Rasse die mit ihren Raumschiffen verschmilzt um die Weiten des Weltraums zu bereisen. Bei dieser Fusion sind sie gezwungen, ihren Planeten für immer zurückzulassen, aber ihr Opfer macht sie zu Gottheiten jener die zurückbleiben. Das Ziel ihrer Forschung ist nichts weniger als das vollständige Verständnis der Realität.“

Während sich das Debütalbum der Ursprungsgeschichte des Gruulvoqh-Raumschiffs widmete, Das Projekt Gruulvoqh verfolgt aus der subjektiven Perspektive des Raumschiffs dem Sterben und der Wiedergeburt der Wesenheit auf der Reise in den Weltraum. Auf dem zweiten Album Dreams of the Savant folgt die Erzählung der Reise des Gruulvoqh in den Weltraum.

### Stil
Die von Gruulvoqh auf Dreams of the Savant gespielte Musik ordnet sich einem „morbiden und atmosphärischen“ Extreme Doom zu, hebt sich allerdings im Funeral-Doom-Genre sowie im Œuvre van Cauters „durch einen kosmischen Heiligenschein“ ab. Die Musik habe kaum die oft auf das Gitarrenspiel ausgerichteten Arrangements des Extrem Doom und müsse eher „auf die gleiche Weise genossen werden“ wie ein „Ambient-Album, bei dem die Noten nicht physisch mit dem Hörer interagieren, sondern einen angenehmen Hintergrundsound bilden, der zur Meditation und zum Nachdenken anregt.“ Über eine Stunde ergehe sich die Musik in „verträumter Art und Weise […] als eine Art Soundtrack einer hypothetischen und unendlichen intergalaktischen Reise“. Die Gitarre führt lediglich den Rhythmus während das Keyboard eine Melodie führt und zugleich den musikalischen Raum prägt. Ein synthetisch generierter, ätherischer Frauengesang sticht hierbei als einprägsam hervor.

## Wahrnehmung
Das Album wurde nur selten besprochen. Stefanno Cavanna lobte das Album als eine ideale Pause von der alltäglichen Hektik. Dreams of the Savant sei Musik die „zur Meditation und zum Nachdenken“ anrege.

## Titelliste
1. Quantum Aberration: 13:15
2. Echoes of Past Realities: 11:06
3. Secrets of the Fields: 11:01
4. Touching the NULLL Plane: 16:50
5. Fabric of Reality: 09:11